# Atletica leggera al X Festival olimpico estivo della gioventù europea
Le competizioni di atletica leggera al X Festival olimpico estivo della gioventù europea si sono svolte dal 19 al 24 luglio 2009 a Tampere, in Finlandia

## Risultati

### Uomini
| Specialità           | Oro                  | Prestazione | Argento                    | Prestazione | Bronzo                 | Prestazione |
| 100 m                | Alberto Gavaldá      | 10"77       | Julien Watrin              | 10"82       | Giovanni Galbieri      | 10"82       |
| 200 m                | Julien Watrin        | 21"06       | Jeffrey John               | 21"15       | Liam Clowes            | 21"50       |
| 400 m                | Martin Vinš          | 48"23       | Olufemi Atibioke           | 48"32       | Davide Re              | 48"57       |
| 800 m                | Halit Kiliç          | 1'55"79     | Miroslav Burian            | 1'56"47     | Alejandro Estévez      | 1'56"73     |
| 1500 m               | Rui Pinto            | 3'57"46     | László Gregor              | 3'58"00     | Alexander Schwab       | 3'58"49     |
| 3000 m               | Callum Hawkins       | 8'23"62     | Shane Quinn                | 8'30"12     | Ilgizar Safiulin       | 8'32"53     |
| 110 m ostacoli       | Arnau Erta           | 13"46       | Charis Koutras             | 13"57       | Ivan Mach di Palmstein | 13"72       |
| 400 m ostacoli       | Stef Vanhaeren       | 51"09       | José Bencosme De Leon      | 52"27       | Rasmus Mägi            | 52"85       |
| 2000 m siepi         | Benjámin Szalai      | 5'53"31     | Romain Collenot-Spiret     | 5'54"13     | Stephan Abisch         | 5'54"30     |
| Staffetta 4x100 m    | Spagna Spain         | 41"20       | Francia France             | 41"31       | Belgio Belgium         | 41"69       |
| Salto in alto        | Daniil Tsyplakov     | 2,21 m      | Dmitry Kroyter             | 2,19 m      | Janick Klausen         | 2,14 m      |
| Salto con l'asta     | Arnaud Art           | 4,85 m      | Ivan Horvat                | 4,75 m      | Thomas Pastl           | 4,75 m      |
| Salto in lungo       | Andreas Trajkovski   | 7,37 m      | Jean-Pierre Bertrand       | 7,30 m      | Daniel Dobrev          | 7,30 m      |
| Salto triplo         | Aleksandr Yurchenko  | 15,30 m     | Aliaksandr Khryshchanovich | 15,24 m     | Yevgeniy Strokan       | 15,19 m     |
| Getto del peso       | Lukas Weisshaidinger | 20,35 m     | Daniele Secci              | 19,08 m     | Maksim Afonin          | 19,06 m     |
| Lancio del disco     | Lukas Weisshaidinger | 60,94 m     | Marek Bárta                | 60,49 m     | Michael Klatsia        | 59,83 m     |
| Lancio del martello  | Tomáš Kružliak       | 74,24 m     | Yevgeniy Korotovskiy       | 72,63 m     | Edgars Timermanis      | 71,49 m     |
| Tiro del giavellotto | Valeriy Iordan       | 75,59 m     | Arnolds Strenga            | 69,73 m     | Aleksandr Nychyporchuk | 67,67 m     |

### Donne
| Specialità           | Oro               | Prestazione | Argento              | Prestazione | Bronzo             | Prestazione |
| 100 m                | Jennie Batten     | 11"73       | Mujinga Kambundji    | 11"84       | Anasztázia Nguyen  | 11"85       |
| 200 m                | Jennie Batten     | 23"80 w     | Imke Vervaet         | 24"35 w     | Klaudia Konopko    | 24"41 w     |
| 400 m                | Yuliya Yurenia    | 53"90       | Christina Zwirner    | 54"59       | Adelina Pastor     | 54"72       |
| 800 m                | Ioana Doaga       | 2'09"56     | Adelle Tracey        | 2'09"92     | Andrina Schläpfer  | 2'09"93     |
| 1500 m               | Ciara Mageean     | 4'15"46     | Ioana Doaga          | 4'18"44     | Amela Terzić       | 4'22"46     |
| 3000 m               | Amela Terzić      | 9'17"90     | Gulshat Fazlitdinova | 9'30"82     | Aleksandra Oliynyk | 9'37"59     |
| 100 m ostacoli       | Nooralotta Neziri | 13"23       | Yekaterina Bleskina  | 13"24       | Eva Vital          | 13"39       |
| 400 m ostacoli       | Vera Rudakova     | 58"01       | Christine McMahon    | 59"55       | Bianca Baak        | 60"31       |
| 2000 m siepi         | Sofie Gallein     | 6'42"71     | Teodora Simovic      | 6'47"43     | Gamze Bulut        | 6'50"24     |
| Staffetta 4x100 m    | Svizzera          | 46"30       | Ungheria             | 46"38       | Irlanda            | 46"56       |
| Salto in alto        | Alessia Trost     | 1,85 m      | Mariya Kuchina       | 1,85 m      | Laura Ikauniece    | 1,82 m      |
| Salto con l'asta     | Tatyana Stetsyuk  | 3,90 m      | Reetta Hämäläinen    | 3,85 m      | Aurélie De Ryck    | 3,80 m      |
| Salto in lungo       | Lena Malkus       | 6,33 m      | Alina Rotaru         | 6,24 m      | Lotta Harala       | 6,14 m      |
| Salto triplo         | Tatiana Cicanci   | 13,37 m     | Kristiina Mäkelä     | 13,14 m     | Andreea Todereanu  | 13,14 m     |
| Getto del peso       | Corinne Nugter    | 14,58 m     | Natalya Troneva      | 13,84 m     | Elçin Kaya         | 13,71 m     |
| Lancio del disco     | Viktoriya Klochko | 48,32 m     | Corinne Nugter       | 45,54 m     | Kristin Pudenz     | 44,71 m     |
| Lancio del martello  | Barbara Špiler    | 63,57 m     | Kıvılcım Kaya        | 60,30 m     | Bianca Lazar       | 56,97 m     |
| Tiro del giavellotto | Liina Laasma      | 53,66 m     | Marija Vucenovic     | 51,46 m     | Nathalie Meier     | 47,20 m     |